# Eau Claire, Wisconsin
Eau Claire este un oraș din comitatul omonim,  Eau Claire, statul Wisconsin, Statele Unite ale Americii. Populația localității fusese de 61.704 de locuitori conform recensământului Statelor Unite din anul 2000. O estimare din 2009 ridica numărul locuitorilor orașului la 66.278 de locuitori făcând Eau Claire cea mai mare municipalitate din porțiunea nord-vestică a statului.
Orașul este sediul comitatului omonim, Eau Claire County,GR6 dar o porțiune redusă a localității se extinde în comitatul vecin la nord, Chippewa County. Eau Claire este totodată și localitatea cea mai însemnată a zonei metropolitane cu același nume, Zona metropolitană Eau Claire, Wisconsin (sau, în limba engleză, Metropolitan Statistical Area), care la rândul său este o parte a mai largei Zone statistice Eau-Claire-Menomonie (sau Combined Statistical Area).
Website-ul America's Promise a nominalizat orașul ca fiind una dintre cele mai bune comunități pentru tineri pe o listă care cuprinde doar 100 localități, care sunt cotate ca cele mai bune locuri de trăit din Statele Unite.  Eau Claire a fost printre primele localități Tree Cities din Wisconsin, încă de la începutul anilor 1980.

## Artă și cultură

Sarge Boyd Bandshell - Owen Park